# 마이크 밀스
마이크 밀스(Michael Edward "Mike" Mills, 1958년 12월 17일 ~ )는 미국의 베이시스트로, R.E.M.의 일원으로 활동하고 있다.